# Ortsgruppenleiter
Ortsgruppenleiter  era la denominación en el Partido Nacionalsocialista, para el jefe de un pueblo o ciudad. Existió entre 1930 y 1945.  El término apareció por primera vez, durante las elecciones alemanas de 1930, para designar al responsable de organización electoral, de un pueblo, ciudad o barrio en las ciudades más grandes.  Después de 1933, a través del Gleichschaltung, se convirtió en el  jefe político del partido en dicho pueblo, ciudad o barrio.

## Función en Gobierno Municipal
Durante el nacionalsocialismo, el ortsgruppenleiter era el jefe político de su territorio en el área municipal. El gobierno municipal tradicional fue eclipsado, si no completamente reemplazado, por el liderazgo nazi. Los títulos tradicionales seguían existiendo, como el de alcalde pero si este puesto no estaba ocupado por un nacionalsocialista, su función era meramente decorativa, sin ningún poder real.
Durante la Segunda Guerra Mundial, la posición de los ortsgruppenleiter, abarcó muchas responsabilidades y poder, ya que eran funcionarios del Partido NS, los que organizaban el sistema de defensa civil, así como la asignación del racionamiento de guerra y esfuerzos de ayuda civil.  Cuando Alemania fue invadida y la derrota era inminente, los dirigentes nazis, en los principales pueblos y ciudades, también se convirtieron en comandantes militares ad hoc, a cargo de unidades mixtas de las tropas alemanas y las unidades volksturm (voluntarios).

## Insignia
Entre 1930 y 1932, el rango político de ortsgruppenleiter se distinguía por un cordón trenzado en la hombrera y una barra blanca colocada en el cuello de la camisa marrón del partido. Después de 1933, por dos barras de color amarillo claro. El rango de ortsgruppenleiter fue suprimido en 1939, y reemplazado por un gran número de otros títulos militares y políticos.  La posición de ortsgruppenleiter fue ocupada en este periodo, por un miembro del partido con el rango de abschnittsleiter, distinguido con un  brazalete en el brazo que mostraba su posición en la agrupación local.